# Howard Da Silva
Howard Da Silva, född 4 maj 1909 i Cleveland, Ohio, död 16 februari 1986 i Ossining, New York, var en amerikansk skådespelare. Han debuterade på Broadway 1930, och kom att bli en flitig aktör där. Hans sista framträdande gjorde han 1982. Da Silva filmdebuterade 1935, men fick större roller först på 1940-talet.
Da Silvas karriär som skådespelare fick ett abrupt avbrott 1952 då han vägrat att svara på HUACs frågor angående misstänkta kommunistiska infiltratörer inom Hollywood. Da Silva blev en av många skådespelare som svartlistades, och kunde bara jobba som teaterskådespelare fram till 1960. Han spelade sedan in film och TV fram till 1984.

## Filmografi
- 1940 – Abraham Lincoln - en folkets man
- 1941 – Sergeant York
- 1941 – Varg-Larsen
- 1942 – Den heliga lågan
- 1942 – Det hände i Paris
- 1942 – Jag var en gangster
- 1942 – Vägarnas folk gör revolt
- 1942 – Vilde Bill Hickok
- 1945 – Förspillda dagar
- 1946 – Blå dahlian
- 1946 – Två år för om masten
- 1947 – De flygande djävlarna
- 1948 – Kärlek till döds
- 1949 – En gangsters liv
- 1949 – Dödsdalen
- 1950 – Gangsterterror slås ned
- 1951 – Fjorton timmar
- 1962 – David och Lisa
- 1966 – Nevada Smith
- 1974 – Den store Gatsby